# Rich Laurel
Richard Laurel, detto Rich (Filadelfia, 11 luglio 1954), è un ex cestista statunitense, professionista nella NBA, in Italia, Francia e Belgio.

## Carriera
Laurel è uscito nel 1977 dalla Hofstra University, dove è stato il quarto miglior realizzatore della storia dell'ateneo con 2.102 punti totali. Al suo ultimo anno universitario ha viaggiato a una media di 30,3 punti a partita, rendimento che gli ha valso il Haggerty Award ovvero il titolo di miglior giocatore della East Coast Conference.
I Portland Trail Blazers lo selezionarono al primo giro del draft NBA 1977 con la 19ª scelta, salvo poi scambiarlo agli Atlanta Hawks in cambio di una seconda scelta al draft dell'anno successivo. Il debutto in NBA avvenne con la canotta dei Milwaukee Bucks, che lo ingaggiarono come free agent.
Nel 1978 approda nel campionato italiano alla Pallacanestro Trieste, che in quegli anni era targata Hurlingham e disputava inizialmente la Serie A2, ma Laurel con la sua squadra centrò la promozione nella massima serie al secondo tentativo. A Trieste ha disputato tre campionati: in entrambe delle sue prime stagioni ha messo a segno 28,5 punti di media, mentre al termine del terzo anno la media personale è stata di 24,1 punti a gara.
Dal 1982 al 1984 Laurel è stato in forza al Monaco, nell'omonimo principato, formazione che in quel periodò arrivo in finale della Coppa Federale (persa contro il Limoges). Ha anche giocato in Belgio, con il Willebroek.